# Copris fukiensis
Copris fukiensis är en skalbaggsart som beskrevs av Vladimir Balthasar 1952. Copris fukiensis ingår i släktet Copris och familjen bladhorningar. Inga underarter finns listade i Catalogue of Life.